# HD100215
HD100215 — хімічно пекулярна зоря спектрального класу A5, що має видиму зоряну величину в смузі V приблизно  8,1.
Вона  розташована на відстані близько 353,0 світлових років від Сонця.